# Санкт-Кристоф

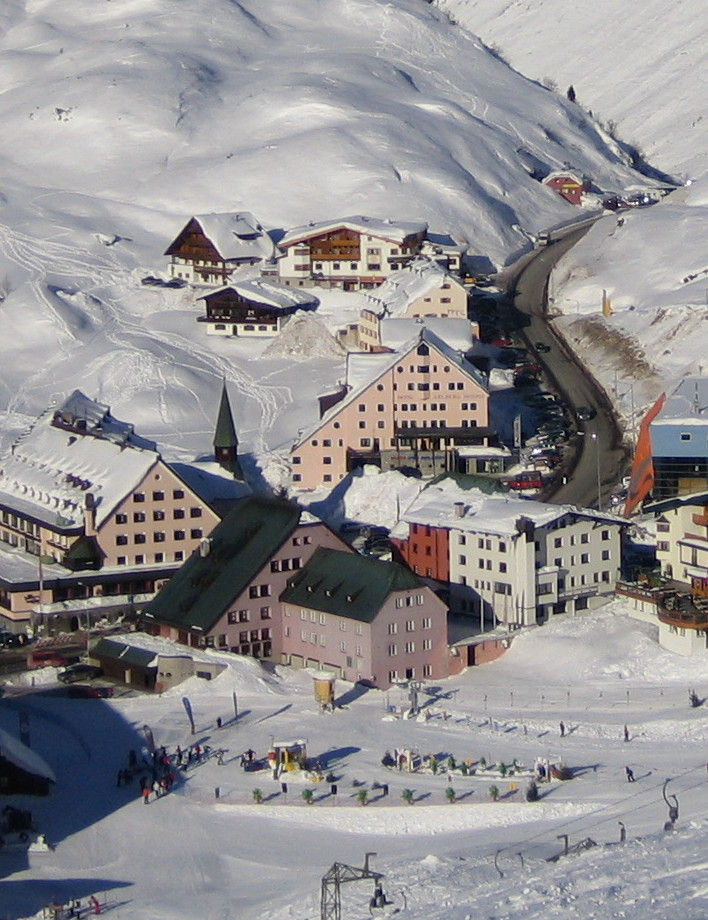

Санкт-Кристоф (нем. St. Christoph) — один из горнолыжных курортов знаменитого австрийского региона Арльберг, расположенный на высоте 1800 метров над уровнем моря. Этот курорт имеет общие трассы, склоны и подъёмники с другими курортами этого региона: Санкт-Антон-ам-Арльберг и Штубен. Благодаря сложности и разнообразности трасс Санкт-Кристоф является площадкой для обучения горнолыжных инструкторов.